# 白鈹石
白鈹石（英語：Leucophanite）是一種鏈矽酸鹽礦物，化學式為(Na,Ca)
2BeSi
2(O
.OH
.F)
7。 其中可能會有可取代鈣的鈰。
白鈹石呈黃色、綠色或白色，屬三斜晶系，一般分佈於偉晶岩和鹼性火成岩中。已知產地在挪威、魁北克和俄羅斯。
白鈹石於 1840 年在挪威南部的 Langesundfiord 區被發現。這個名字取自希臘語中的 leucos，意為“白色"，phanein 意為“出現”.